# Ein Blatt Liebe (Film)
Ein Blatt Liebe (Originaltitel: Une page d’amour) ist ein französischer Film aus dem Jahre 1980. Es handelt sich um eine Verfilmung des gleichnamigen Romans von Émile Zola.

## Handlung
Der Film spielt im ausgehenden 19. Jahrhundert im Pariser Stadtteil Passy. Die vor kurzem verwitwete Hélène pflegt ihre zwölfjährige Tochter Jeanne, die an epileptischen Anfällen leidet. Dadurch lernt Hélène den Nachbarn Henri Deberle kennen, der zufällig auch noch Arzt ist und Jeanne pflegt. Zwischen Hélène und Henri Deberle bahnt sich eine romantische Beziehung an, Jeanne wird eifersüchtig und erkrankt schließlich an Tuberkulose. Nachdem Jeanne verstorben ist, entschließt sich Hélène Herrn Rambaud zu heiraten.

## Kritik
„Verfilmung des gleichnamigen Romans (1878) von Émile Zola; es ist der achte Band des großen Romanzyklus Les Rougon-Macquart, in dem Zola die ‚Natur- und Sozialgeschichte einer Familie unter dem zweiten Kaiserreich‘ darlegte.“